# Alytes maurus
Alytes maurus és una espècie d'amfibi anur de la família Discoglossidae que viu al Marroc, a les serralades del Rif i de l'Atles. Viu a les escletxes de les roques i davall pedres a prop de torrents i basses. Se'n coneixen una vintena de localitzacions aïllades a altituds compreses entre 200 i 2050 m d'altitud. No es troba però, a Ceuta. Hom creu que la seva més gran amenaça és la introducció del peix Gambusia holbrooki a les basses on l'Alytes maurus es reprodueix. No se'n descrigué el seu cant fins al 2011. Canten entre 13 i 18.9 °C, el so té una durada d'uns 100 ms i una freqüència d'entre 1218 i 1406 Hz.
Després de 41 anys com a subespècie d'Alytes obstetricans, fou separada d'aquesta el 2003 en veure-hi més relació amb el gripau bètic Alytes dickhilleni i el ferreret mallorquí (Alytes muletensis).

## Publicació original
- Pasteur & Bons, 1962: Note préliminaire sur Alytes (obstetricans) maurus: gémellarité ou polytopisme? remarques biogéographiques, génétiques et taxinomiques. Bulletin de la Société Zoologique de France 87-1 pp. 71-79.